# Parachalastinus flavescens
Parachalastinus flavescens är en skalbaggsart som beskrevs av Júlio 2005. Parachalastinus flavescens ingår i släktet Parachalastinus och familjen långhorningar.
Artens utbredningsområde är Panama. Inga underarter finns listade i Catalogue of Life.